# Bogdanovo (Baltacsevói járás)
Bogdanovo (orosz betűkkel: Богданово, baskír nyelven: Боғҙан) falu Oroszországban, a Baskír Köztársaságban, a Baltacsevói járásban.

## Népesség
- 2002-ben 453 lakosa volt, melynek 56%-a baskír, 44%-a tatár.
- 2010-ben 454 lakosa volt.